# Триада (телевизия)
Телевизия Триада е бивш български телевизионен канал.

## Програма
Телевизията стартира на 15. януари 1994 г. Излъчва програма на американския информационен канал CNN International ефирно на 41-ви канал в София. Френската телевизия TV5 Europe излъчва на честотата на каналът всеки ден от 17:00 до 01:00 ч., а след юли 1994 г. – до 22:30 ч. Предаванията на Триада и CNN са в останалите часове. Част от програмата на CNN International е с превод на български език. Триада ТВ излъчва и собствени продукции. Предаванията се осъществяват от фирмата „Триада Комюникейшънс“, която е собственост на Красимир Гергов. Каналът излъчва и анимационен блок през деня, озаглавен „Cartoon Network представя“, който обаче е без превод.

## Закриване
На 1 октомври 1997 г. предаванията на Триада ТВ са прекратени. От септември 2005 г. на същата честота стартира GTV.